# Возвращение домой (эпизод «Мастеров ужасов»)
Возвращение домой (англ. Homecoming) — шестая серия первого сезона телесериала Мастера ужаса, поставленная режиссёром Джо Данте по рассказу Дэйла Бэйли «Смерть и право голоса» (англ. Death & Suffrage). Впервые серия была показана 2 декабря 2005 года. Серия не относится к жанру ужасов, нося, скорее, сатирический характер.

## Сюжет
Как будто вняв желанию политика, к жизни возвращаются мёртвые солдаты. Однако зомби не собираются никого убивать и пожирать. Они вернулись для того, чтобы проголосовать на выборах.

## В ролях
- Декстер Белл / Dexter Bell /
- Беверли Брюер / Beverley Breuer /
- Уэнда Кэннон / Wanda Cannon /
- Шон Кэри / Sean Carey /
- Кэндус Черчилль / Candus Churchill /
- Натаниэль Дево / Nathaniel DeVeaux /
- Роберт Пикардо / Robert Picardo /

## Оценки
Журнал The New Yorker назвал серию лучшим политическим фильмом 2005 года.